# Sully-la-Chapelle
Sully-la-Chapelle là một xã trong tỉnh Loiret, vùng Centre-Val de Loire bắc trung bộ nước Pháp.